# Choi Xooang
Choi Xooang (koreanisch 최수앙, auch Choi Su Yang; * 1975 in Seoul, Südkorea) ist ein koreanischer Bildhauer und Installationskünstler.
Choi Xooang hat einen Bachelor of Fine Arts (2002) und einen Master of Fine Arts (2005) im Fach Bildhauerei von der Kunstfakultät der Seoul National University. Bekannt wurde der Künstler vor allem für seine hyperrealistischen Körperdarstellungen.

## Ausstellungen (Auswahl)

### Einzelausstellungen
- 2010: „Islets of Asperger“, Doosan Art Centre, Seoul
- 2011: „Korea Tomorrow Selected Artists“, Sungkok Art Museum, Seoul
- 2013: „Fake Plastic Trees“, SPACE CAN & Old House, Seoul
- 2014: „Condition for Ordinary	Art Seasons“, Singapur
- 2017: „Unbodied Objects“, Doosan Gallery, New York City

### Gruppenausstellungen
- 2003: „Maitreya“, Jeonju National Museum, Jeonju
- 2004: „Art Capsule“, University Museum of Fine Art, Yonsei University, Seoul
- 2005: „Art Capsule“, University Museum of Fine Art, Yonsei University, Seoul
- 2005: „The Five Senses + α“, University Museum of Fine Art, Hongik University, Seoul
- 2006: „Speaking Of Young Artists“, Suggestion Of Critics, Project Space Zip, Seoul
- 2006: „Media Scene in Seoul“, Merz's Room, Seoul Museum of Art (SeMA), Seoul
- 2006: „City Net Asia“, Seoul Museum of Art, Seoul, Korea
- 2006: „One’s“, Craft House, Seoul
- 2006: „The Power of Imagination“, Korea University Museum, Seoul
- 2006: „Silla“, Gyeongju National Museum, Gyeongju
- 2006: „Merz’s Room“, Seoul Museum of Art, Seoul
- 2008: „55 Contemporary Artists selected by the Critic“, Hangaram Art Museum, Seoul
- 2008: „Korean Young Artists 3: Sculptures & Objects“, Solitary Meditation, Doosan Art Centre, Seoul
- 2009: „Artist Gallery – Portrait“, Museum of Art, Seoul National University, Seoul
- 2009: „Between The Borders“, Gwangju Museum of Art, Gwangju
- 2009: „Korean Hyper Realism“, Gimhae Arts Centre, Gimhae
- 2009: „The Beginning of New Era“, National Museum of Modern and Contemporary Art, Seoul
- 2009: „The Fabric Arche“, Daegu Culture & Arts Center, Daegu
- 2009: „City_net Asia“, Seoul Museum of Art (SeMA), Seoul
- 2010: „Here And There, The World in Motion“, Galerie der Lu Xun Academy of Fine Arts, Shenyang
- 2010: „Blindness“, Boan-Yugwan, Seoul
- 2010: „Korea Tomorrow“, SETEC, Seoul
- 2011: „Regards Croisés: a Selection of Asian Contemporary Art“, Art Plural Gallery, Singapur
- 2012: „Art Stage Singapur, Singapur“, Art Plural Gallery, Singapur
- 2013: „The Big Small Show“, Art Seasons, Singapur
- 2014: 10. Gwangju Biennale, Gwangju
- 2015: „Illusion and Fantasy“, National Museum of Contemporary Art, Seoul
- 2016: „Dream of Flying“, Museet for Fotokunst (Brandts Museum of Photographic Art), Odense
- 2016: „Please Return to the Busan port“, Vestfossen Museum, Vestfossen
- 2016: „Extension.kr“, Regionalverband Wolga-Wjatka des Staatlichen Zentrums für Gegenwartskunst, Moskau
- 2016: „A Better Tomorrow“, Culture Station Seoul 284, Seoul

## Ehrungen
- 2007 	Fund from Seoul Foundation for Art and Culture (NART), Korea
- 2008 	Fund from Seoul Foundation for Art and Culture (NART), Korea
- 2009 	Artists of Tomorrow 2010, Sungkok Art Museum Award, Korea
- 2014:	Kim Sejoong Young Sculptor Award, Korea